# Bank of China Hong Kong Tennis Open 2025
Bank of China Hong Kong Tennis Open 2025 byl tenisový turnaj na mužském profesionálním okruhu ATP Tour, hraný v tenisovém klubu Victoria Parku. Dvacátý devátý ročník Hong Kong Open probíhal mezi 30. prosincem 2024 a 5. lednem 2025 v Hongkongu na dvorcích s tvrdým povrchem GreenSet.
Turnaj dotovaný 766 290 dolary patřil do kategorie ATP Tour 250. Nejvýše nasazeným singlistou se stal opět stal osmý tenista světa  a obhájce trofeje Andrej Rubljov. Jako poslední přímý účastník do dvouhry nastoupil francouzský 67. hráč žebříčku Alexandre Müller. V důsledku invaze Ruska na Ukrajinu na konci února 2022 řídící organizace tenisu ATP, WTA a ITF s grandslamy rozhodly, že ruští a běloruští tenisté mohli dále na okruzích startovat, ale do odvolání nikoli pod vlajkami Ruska a Běloruska.
První titul na okruhu ATP Tour vybojoval ve dvouhře 27letý Francouz Alexandre Müller. V otevřené éře se stal třetím šampionem dvouhry, který vyhrál profesionální turnaj, přestože v každém utkání ztratil úvodní sadu. Čtyřhru ovládli Nizozemec Sander Arends s Britem Lukem Johnsonem a na túře ATP získali druhou společnou trofej.

## Rozdělení bodů a finančních odměn

### Rozdělení bodů
| Soutěž  | Soutěž      | vítězové | finalisté | semifinalisté | čtvrtfinalisté | 16 v kole | 28 v kole | Q  | Q2 | Q1 |
| ------- | ----------- | -------- | --------- | ------------- | -------------- | --------- | --------- | -- | -- | -- |
| dvouhra | [ 2 ] [ 6 ] | 250      | 165       | 100           | 50             | 25        | 0         | 13 | 7  | 0  |
| čtyřhra | [ 8 ]       | 250      | 150       | 90            | 45             | 0         | —         | —  | —  | —  |

Vysvětlivky
1. ↑  Nasazení s volným losem do druhého kola neobdrželi v případě prohry žádné body.[7]

### Finanční odměny
| Soutěž                                | Soutěž      | vítězové  | finalisté | semifinalisté | čtvrtfinalisté | 16 v kole | 28 v kole | Q2      | Q1      |
| ------------------------------------- | ----------- | --------- | --------- | ------------- | -------------- | --------- | --------- | ------- | ------- |
| dvouhra                               | [ 2 ] [ 6 ] | 103 455 $ | 60 350 $  | 35 480 $      | 20 555 $       | 11 935 $  | 7 295 $   | 3 650 $ | 1 990 $ |
| čtyřhra                               | [ 8 ]       | 35 980 $  | 19 330 $  | 11 310 $      | 6 270 $        | 3 700 $   | —         | —       | —       |
| částky ve čtyřhře jsou uvedeny na pár |             |           |           |               |                |           |           |         |         |

## Mužská dvouhra

### Nasazení
| Stát                             | Hráč              | ATP | Nasazení |
| -------------------------------- | ----------------- | --- | -------- |
|                                  | Andrej Rubljov    | 8   | 1        |
| Itálie                           | Lorenzo Musetti   | 17  | 2        |
|                                  | Karen Chačanov    | 19  | 3        |
| Francie                          | Arthur Fils       | 20  | 4        |
| Portugalsko                      | Nuno Borges       | 36  | 5        |
| USA                              | Brandon Nakashima | 38  | 6        |
| Španělsko                        | Pedro Martínez    | 43  | 7        |
| Itálie                           | Luciano Darderi   | 44  | 8        |
| Žebříček ATP k 23. prosinci 2024 |                   |     |          |

### Jiné formy účasti
Následující hráči obdrželi divokou kartu do hlavní soutěže:
- Zizou Bergs
- Kei Nišikori
- Coleman Wong

Následující hráč nastoupil díky programu Next Gen pro hráče do 20 let jako člen Top 350:
- Learner Tien

Následující hráči postoupili z kvalifikace:
- Marc-Andrea Hüsler
- Gabriel Diallo
- Alejandro Moro Cañas
- Francesco Passaro

### Odhlášení
před zahájením turnaj
- Tallon Griekspoor → nahradil jej  Pu Jün-čchao-kche-tche

## Mužská čtyřhra

### Nasazení
| Stát                                                                        | Hráč             | Stát       | Hráč              | ATP | Nasazení |
| --------------------------------------------------------------------------- | ---------------- | ---------- | ----------------- | --- | -------- |
| Francie                                                                     | Sadio Doumbia    | Francie    | Fabien Reboul     | 66. | 1.       |
| Česko                                                                       | Adam Pavlásek    | Nizozemsko | Jean-Julien Rojer | 75. | 2.       |
| Tunisko                                                                     | Skander Mansouri | Belgie     | Joran Vliegen     | 87. | 3.       |
| Indie                                                                       | Juki Bhambri     | Francie    | Albano Olivetti   | 92. | 4.       |
| Žebříček ATP k 23. prosinci 2024; číslo je součtem umístění obou členů páru |                  |            |                   |     |          |

### Jiné formy účasti
Následující páry obdržely divokou kartu do hlavní soutěže:
- Zizou Bergs /  Learner Tien
- Nam Či-song /  Coleman Wong

Následující pár nastoupil z pozice náhradníka:
- Gabriel Diallo /  Francesco Passaro

### Odhlášení
před zahájením turnaj
- Šang Ťün-čcheng /  Denis Shapovalov → nahradili je  Gabriel Diallo /  Francesco Passaro

## Přehled finále

### Mužská dvouhra
- Alexandre Müller vs.  Kei Nišikori, 2–6, 6–1, 6–3

### Mužská čtyřhra
- Sander Arends /  Luke Johnson vs.   Karen Chačanov /   Andrej Rubljov, 7–5, 6–4, [10–7]